# تابوبيا وردية
تابوبيا وردية (الاسم العلمي:Tabebuia rosea) هي نوع من النباتات تتبع جنس التابوبيا من الفصيلة البنيونية.